# تيد والش
تيد والش (بالإنجليزية: Ted Walsh)‏ هو مدرب خيول وفارس أيرلندي، ولد في 14 أبريل 1950 في Fermoy ‏ في جمهورية أيرلندا.